# Stazione di Marina di Ostia
La stazione di Marina di Ostia (nota anche come Vecchia Stazione di Ostia, Ostia-Mare o Ostia-Marina) è stata una stazione ferroviaria di Ostia, frazione litoranea di Roma, capolinea meridionale della ferrovia Roma-Lido fino al 1943. Sorgeva davanti all'attuale piazza della Stazione Vecchia, dove oggi si trova il Luna Park di Ostia. Fu sostituita nel 1951 dalla stazione di Lido di Ostia Centro.

## Storia
La stazione fu progettata dall'architetto Marcello Piacentini, già incaricato di progettare anche il capolinea settentrionale, la stazione di Roma Porta San Paolo, nel 1916 come stazione di testa della ferrovia Roma-Lido nella frazione litoranea di Ostia. Un progetto alternativo fu presentato anche da Vincenzo Fasolo, in seguito progettista del vicino palazzo del Governatorato.
La posa della prima pietra avvenne il 10 dicembre 1921 alla presenza di re Vittorio Emanuele III e dell'ingegnere Paolo Orlando, presidente dello SMIR e assessore per l'agro romano. I lavori si conclusero nel 1923 e la stazione fu inaugurata il 10 agosto 1924 dal Presidente del Consiglio dei ministri Benito Mussolini. In occasione del decennale dell'inaugurazione (10 agosto 1934), sulla facciata della stazione furono installate alcune bandiere del Regno d'Italia e la scritta "AGLI ORDINI DEL DUCE SI RAGGIUNGONO TUTTE LE METE".
La stazione fu particolarmente trafficata in periodo estivo nel corso degli anni '30, subendo tuttavia un significativo declino con lo scoppio della seconda guerra mondiale nel corso del decennio successivo. In un piano regolatore era previsto l'arretramento di alcuni metri della stazione al fine di ampliare lo spiazzo antistante.
Nel 1943 Ostia diventò zona di guerra e nel mese di dicembre ne fu disposta l'evacuazione. Nella notte del 12 dicembre fu concesso agli ostiensi di reperire i beni di prima necessità dalle proprie abitazioni e fu utilizzata la stazione per permettere l'evacuazione via treno in sicurezza degli abitanti. Tuttavia poco dopo la partenza dell'ultimo convoglio un ordigno esplose distruggendo l'ala sinistra della stazione. Terminata la guerra, nel 1949 si procedette alla demolizione e rimozione dei ruderi del fabbricato viaggiatori, mentre i binari furono utilizzati come scalo merci per permettere la costruzione della stazione di Lido di Ostia Centro, inaugurata nel 1951. Al posto della stazione sono stati realizzati negli anni successivi un parcheggio e un luna park. Si crede che la prima pietra giaccia sotto il manto stradale o sia stata trafugata.
Una lapide marmorea, che commemora l'inaugurazione della stazione e della linea ferroviaria, è stata conservata ed è esposta nell'atrio della stazione di Lido di Ostia Centro.
IL 30-XII-1918

S.M. VITTORIO EMANUELE III

CONCLUDEVA

NELLA RISORTA OSTIA
IL 10-XII-1921

L'OPERA PER CUI

DOPO XX SECOLI D'OBLIO

ROMA

RITORNA SUL MARE

MEDITERRANEO
SINDACO SENATORE

DON PROSPERO COLONNA

PRINCIPE DI SONNINO

ASSESSORE PER L'AGRO ROMANO

PAOLO ORLANDO

PRESIDENTE

DEL COMITATO NAZIONALE

"PRO ROMA MARITTIMA"

E DELL'ENTE AUTONOMO

PER LO SVILUPPO INDUSTRIALE

E MARITTIMO DI ROMA»

## Strutture e impianti
La pianta del fabbricato viaggiatori era identica a quella di Roma Porta San Paolo, caratterizzata da un vasto atrio che ospitava la biglietteria. Esso era decorato con graffiti a tema marinaro, opera dell'artista Giulio Rosso. Tenendo conto che la linea sarebbe stata utilizzata principalmente da passeggeri privi di bagagli, il servizio bagagli era stato allontanato dall'atrio e posto nell'ala destra della stazione.
La differenza principale riguardava la struttura della facciata, infatti la stazione romana è coronata da un timpano, mentre quella ostiense era sormontata da un architrave orizzontale, coperta da un tetto di coppi, al centro della quale era posto uno stemma contenente un fascio littorio. Sulla cima dell'architrave, in posizione arretrata, era posta la torre dell'orologio con decorazioni in ferro battuto.